# Bagnatura

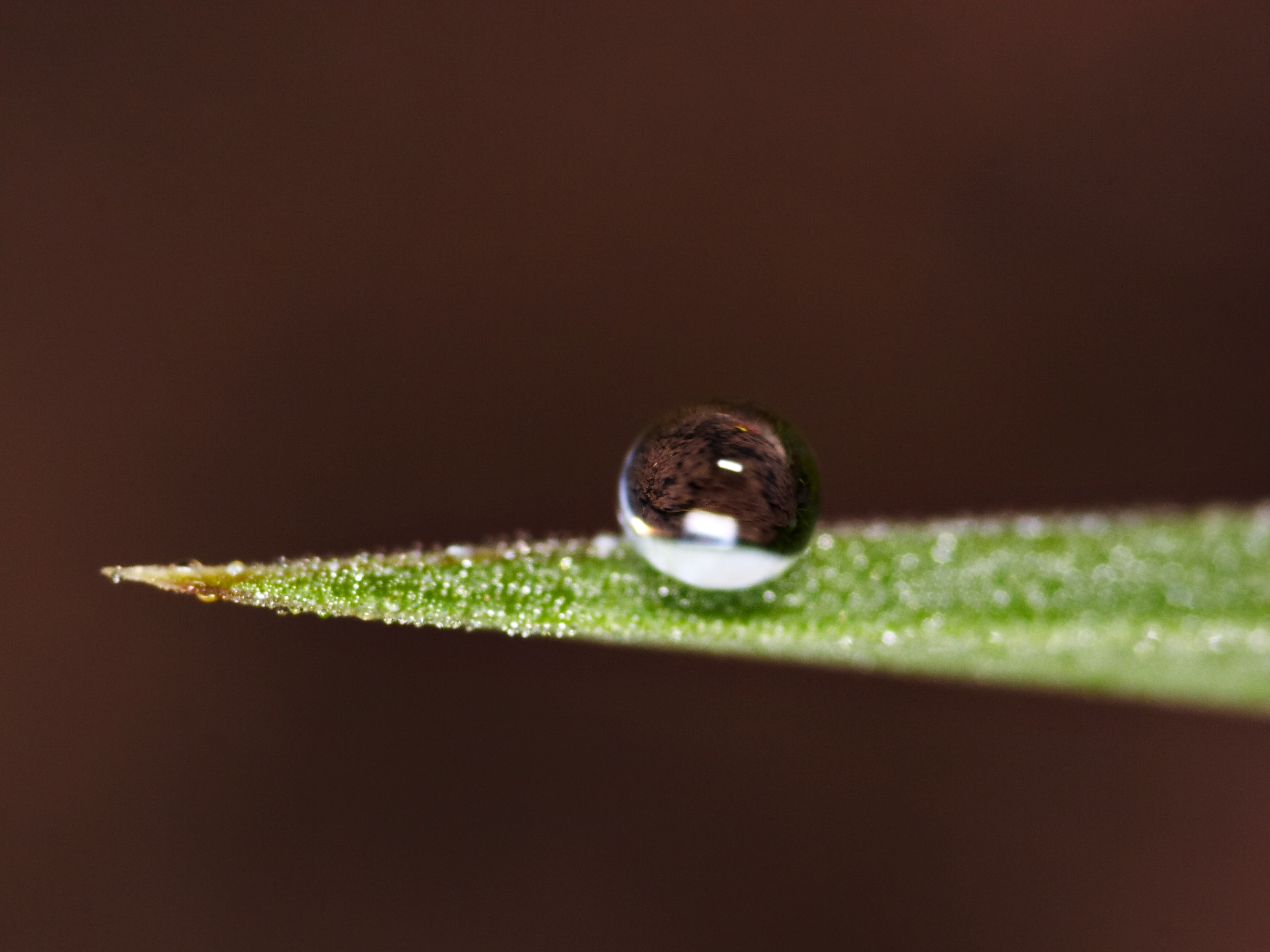
Una goccia di un liquido su una foglia la cui bagnatura è sfavorita

La bagnatura o bagnabilità è il processo che porta a contatto un liquido ed una superficie solida. Ciò avviene in presenza di una fase gassosa o di un'altra fase liquida, immiscibile con la prima, descrivibili in termini generali come fluidi. Il sistema è completamente descritto dall'angolo di contatto (θ), definito come l'angolo formato dalla tangente all'interfaccia liquido-fluido, e dalla tangente alla superficie solida, in corrispondenza della linea di contatto tra le tre fasi. Un basso angolo di contatto (θ<90°) descrive una situazione in cui il solido è parzialmente bagnato dal liquido (idrofilicità, nel caso dell'acqua), mentre un elevato angolo di contatto (θ>90°) descrive una situazione in cui il solido è poco bagnato (idrofobicità, nel caso dell'acqua).
Essa è una proprietà che influenza l'ottenimento sia di superfici superidrofobiche che superidrofiliche e viene valutata mediante prove di angolo di contatto.
La superidrofilia, che letteralmente significa "forte affinità con l'acqua", conferisce alla superficie massima bagnabilità, grazie all'angolo di contatto tra la goccia e la superficie inferiore a 5°  , con formazione di un film continuo sottile; al contrario in presenza di superidrofobicità ("forte paura per l'acqua"), per angoli di contatto maggiori di 150°  ,  non si ha alcuna bagnabilità, favorendo la formazione di gocce isolate.

## Teoria
Il bilancio delle forze d'interazione tra un liquido ed un solido governano la forma di una goccia sulla superficie: le forze di adesione tendono ad aumentare l'interazione del liquido con la superficie appiattendo la goccia sulla stessa, al contrario le forze di coesione tendono a diminuire l'interazione generando la forma che minimizza l'interazione superficiale, ovvero la sfera.
L'angolo di contatto (θ), è quello formato tra l'interfaccia liquido-vapore e solido-liquido. È determinato dal bilanciamento delle forze di adesione e coesione. La tendenza di una goccia ad appiattirsi sulla superficie aumenta al diminuire dell'angolo di contatto, perciò l'angolo di contatto è una misura inversa della bagnabilità delle superfici.
Il grado di bagnabilità è dipendente dalla tensione superficiale del liquido e dalle varie energie di interfaccia. L'angolo di contatto è compreso fra 0° (bagnabilità completa o perfetta) e 180° (assenza di bagnabilità). Una bagnatura favorevole corrisponde ad un ridotto angolo di contatto: questo dà luogo ad una situazione in cui il fluido ricopre una grande porzione di superficie. Al contrario, una bagnatura non favorevole si riferisce al caso in cui il liquido, non avendo particolare affinità chimica con l'interfaccia solida, forma su di essa delle gocce compatte, cioè con elevato angolo di contatto.
Superfici ad elevata bagnatura vengono genericamente denominate idrofile (con riferimento al fluido più comune, l'acqua), mentre quelle a bassa bagnatura sono dette idrofobe.
Se una polvere non è ben bagnata si ha il fenomeno della flottazione: la polvere galleggia alla superficie del liquido a causa dell'aria che rimane aderente alle particelle.
Per modificare favorevolmente le caratteristiche di bagnabilità di una polvere si usano degli agenti bagnanti (tensioattivi) che diminuiscono la tensione interfacciale solido-liquido adsorbendosi con la loro catena idrocarburica (lipofila) sulla superficie idrofobica delle particelle, mentre la loro porzione polare è orientata verso la fase acquosa. Si usa la minima quantità di agente bagnante (0,01 e lo 0,5%). Eccessive quantità porterebbero a formazione di schiuma. I tensioattivi utilizzati presentano valori di HLB fra 7 e 9.
Polimeri idrofili con proprietà viscosanti (es. sodio carbossimetilcellulosa, gomme naturali), possono dare il loro contributo a migliorare la bagnabilità di solidi idrofobi.
Infine si utilizzano alcuni solventi come alcool, glicerolo, glicoli che riducono la tensione interfacciale liquido-aria penetrando negli agglomerati di polvere e spostandone l'aria.

## Approfondimento
L'equilibrio del processo di bagnabilità a temperatura e pressione costante è raggiunto quando l'energia libera di Gibbs è 
minima. L'energia libera di Gibbs, G, nel processo di bagnamento è data da:
G=σlfAlf+σslAsl+σsfAsf=σlfAlf+(σsl-σsf)Asl+σsfAtotale,
dove Alf, Asl e Asf sono l'area di interfaccia liquido-fluido, solido-liquido, e solido-fluido rispettivamente, e Atotale è l'area totale della superficie solida(Atotale=Asl+Asf=costante).
Nel caso di una superficie solida ideale, l'energia di bagnamento di Gibbs, in funzione dell'angolo di contatto geometrico, ha un solo minimo. L'angolo di contatto corrispondente a tale minimo è definito angolo di contatto ideale. Se le tensioni superficiali sono costanti su tutta l'interfaccia, l'angolo di contatto ideale coincide con l'angolo di contatto risultante dall'equazione di Young.
Ad ogni modo, come già Gibbs era stato in grado di notare, il valore delle tensioni superficiali in prossimità della linea di tripla interfaccia possono discostarsi dai valori delle singole interfacce misurabili lontani dalla linea. Infatti, ciascuna delle tre fasi può influenzare l'interazione tra le altre due nelle immediate vicinanze della linea di contatto. L'effetto maggiore è riscontrabile nell'interazione solido-liquido alla linea di contatto, dove la tensione superficiale di interfaccia è controllata dalla superficie solida (a causa della sua maggiore densità).
Gibbs propose che questa tripla mutua interazione potesse essere descritta dal concetto di tensione di contatto, τ, che è stata successivamente espressa in forma analitica per il sistema solido-liquido-fluido secondo la
cosθi=cosθΥ-τ/rbσl.
Un altro metodo per descrivere questo effetto è di considerare σl come funzione della distanza dal solido, piuttosto che come una proprietà costante. Sebbene l'approccio della tensione di contatto sembri più conveniente, i due modelli devono essere in principio equivalenti.
L'ordine di grandezza della tensione di contatto è stato oggetto di dibattito, ma nella letteratura più recente è stato ristretto a 10−9-10−11N. Ciò significa che l'effetto della tensione di contatto è trascurabile per sistemi che abbiano raggio di curvatura dell'ordine dei micrometri. Perciò per i sistemi macroscopici, l'angolo di contatto ideale è praticamente coincidente con l'angolo di contatto definito dall'equazione di Young. Questa equivalenza sarà considerata valida per tutto il resto dell'articolo.

## Superfici superidrofiliche: fotocatalisi ed autopulizia
Il concetto di superidrofilicità è strettamente correlato al processo di fotocatalisi. La fotocatalisi è un fenomeno naturale nel quale una sostanza, il focatalizzatore, se illuminata con una opportuna lunghezza d'onda, modifica la cinetica di una reazione chimica come per esempio la decomposizione di sostanze organiche e inorganiche inquinanti. Uno dei catalizzatori più sfruttati per la sua economicità e fotostabilità è il biossido di titanio.
Se il fotone ha un'energia hν superiore al valore di Eg (energy gap), un elettrone (e-) si trasferisce dalla banda di valenza a quella di conduzione lasciandosi dietro una vacanza (h+). 
Il TiO2 è un semiconduttore con un energy gap pari a Eg = 3.2 eV e se viene irradiato con fotoni di energia maggiore di Eg (λ ≤385 nm), accade il passaggio appena citato.
Le vacanze hanno un forte potere ossidante, tale da farle reagire con l'acqua assorbita sulla loro superficie, generando ossidrili; le vacanze e i radicali ossidrili sono entrambi fortemente ossidanti e come tali possono essere usati per ossidare la maggior parte dei contaminanti organici.
Inoltre, l'ossigeno dell'aria agisce da accettore di elettroni per la formazione dello ione 〖•O〗_2^-, anch'esso in grado di ossidare molecole organiche. Per questo motivo l'utilizzo del TiO2 è molto importante per la depurazione dell'acqua e dell'aria.
Inoltre, se si tiene conto che la durata della fotoattivazione è direttamente legata al tempo di irraggiamento, si potrà facilmente dedurre che l'attività fotocatalitica sarà massima durante le ore diurne, mentre si abbasserà in quelle notturne.
Il biossido di titanio può cristallizzare in tre diverse forme: rutilo, anatasio e brookite, di cui le fasi di interesse per la fotocatalisi sono l’anatasio e il rutilo. L’anatasio è costituito da gruppi ottaedrici TiO6 distorti che dividono fra loro quattro spigoli, mentre la struttura del rutilo è costituita da catene di ottaedri TiO6 con un vertice in comune.
Da un punto di vista elettronico, il valore di Eg dell’anatasio è pari a 3.4 eV, quello del rutilo a 3.0 eV (brookite 3.3 eV). Sapendo che un fotone di frequenza ν possiede un'energia E pari a hν, dove h è la costante di Planck, e che per un’onda elettromagnetica (nel vuoto) vale c=λν, indicando con c la velocità della luce nel vuoto e con λ la lunghezza d’onda, si ha che E=hc/λ, quindi la lunghezza d’onda dei fotoni con energia pari a quella del gap è 388 nm per l’anatasio e 413 nm per il rutilo. Il prodotto hc è costante ed è approssimativamente pari a 1240 eV∙nm. Quindi il minor band gap del rutilo consente l’assorbimento di una porzione maggiore dello spettro elettromagnetico.
Il processo fotocatalitico può attivare il meccanismo autopulente: il velo d'acqua, insinuandosi tra le particelle di sporco e la superficie di una vetrata, esercita un buon potere pulente anche in assenza di tensoattivi.

## Realizzazione superfici superidrofiliche
I metodi convenzionali per la deposizione di film di biossido di titanio possono essere effettuati in vacuum oppure non-vacuum. Nella prima sezione rientrano Chemical Vapor Deposition, Pulsed Laser Deposition e sputtering; nella seconda invece si ha spin coating, dip coating, screen printing e tecniche sol-gel. 
Questi metodi d'altra parte presentano delle limitazioni, quali: richiesta di grandi quantità di energia, impossibilità di sfruttare substrati polimerici a causa delle alte temperature di utilizzo e, nel caso di metodi non-vacuum, necessità di utilizzare solventi, la cui rimozione totale al termine del processo è difficoltosa (con conseguente diminuzione delle proprietà elettriche, ottiche e di self-cleaning del film).
Per ovviare a questi inconvenienti, si sfrutta la tecnica di Aerosol Deposition (AD), grazie a cui si ottiene una soddisfacente adesione e coesione delle polveri, per esempio di biossido di titanio, con il substrato, per esempio di vetro, in assenza di alte temperature e di solventi.
Sinteticamente tale metodo consiste nel mescolare le particelle di cui si vuole creare il film in un gas fino a formare un flusso aerosol.
Dopo essere stato sparato attraverso un ugello, si deposita su un substrato per generare il film. L'impatto, che avviene nella camera di deposizione, mantenuta in condizioni di vacuum (per evitare che le particelle ad alta velocità decelerino prima dell'impatto), determina la conversione di parte dell'energia cinetica in calore, causando un aumento di temperatura nel punto di contatto. Ne consegue la nascita di legami tra substrato e particelle e tra particelle stesse. 
Gli effetti sulla superidrofilicità sono espressi in termini di spessore di film e di angolo di contatto:
l'angolo di contatto di una goccia di acqua decresce con la durata dell'esposizione a luce ultravioletta e con l'aumentare dello spessore del film depositato.
La spiegazione rientra nel concetto di trasmittanza, definita come il rapporto tra l’intensità trasmessa e quella incidente, relative ad una data λ. 
In particolare, maggiore è lo spessore L del film, minore sarà la trasmittanza T, e ciò è dovuto ad un aumento dello scattering della luce, dati i bordi di grano e i pori in mesoscala. 

## Superfici superidrofobiche: nanostruttura ed autopulizia
Un comportamento superidrofobico, ottenibile industrialmente attraverso un trattamento, è reperibile in natura e risponde al nome di "effetto loto" e caratterizza la superficie delle foglie di molte specie vegetali. In generale, la composizione della superficie esterna delle piante è determinata dalla combinazione di due fattori: la morfologia delle celle epidermiche e lo strato di cere e lipidi che riveste l'estremità esteriore delle foglie.
Il ruolo fondamentale è svolto dalla cera epicuticolare che permette la crescita di tubuli con superficie permanentemente idrofobica. 
Questi cristalli conferiscono alla superficie una struttura gerarchica a livello micrometrico e sub micrometrico che ostacola la diffusione della goccia d'acqua che, non riuscendo ad espandersi, rotola via lasciando la superficie asciutta e pulita. 
Per descrivere uno stato superidrofobico, è necessario misurare gli angoli di contatto e l'angolo di contatto di isteresi. Supponiamo di avere una goccia di un liquido su un piano: il suo volume può essere aumentato aggiungendo acqua, con conseguente misurazione dell'angolo di contatto di avanzamento angle θA; viceversa sottraendo acqua dalla goccia, il volume decresce, ottenendo un angolo di recessione θR inferiore al precedente. 
La differenza tra i due angoli, quando diversi, mi definisce l'angolo di contatto di isteresi. 
Un angolo di contatto di isteresi piccolo permette alla goccia di rotolare via, invece che slittare, portandosi dietro con sé i contaminanti.
La struttura gerarchica porta alla formazione ed alla stabilità di tasche d'aria, riducendo l'area di contatto tra goccia e superficie.

## Realizzazione superfici superidrofobiche
A livello nanometrico la silice può essere sfruttata per modificare la struttura di un substrato rendendolo idrofobico, ma è necessario che vi siano gruppi idrofobici chimicamente legati alla superficie.
Per esempio il polidimetilsiloxano (PDMS) appartiene ad un gruppo di composti, chiamati siliconi. Il suo comportamento viscoelastico e le proprietà superidrofobiche lo rendono adatto e perfetto per la realizzazione di superfici superidrofobiche. Sono diversi i metodi praticati per ottenere questo scopo ed uno di questi è il chemical vapour deposition (CVD). 
Quando le particelle di silice ricoperte di PDMS vengono distribuite sul substrato di vetro, la superficie diviene superidrofobica con un angolo di contatto eccedente i 160°.
La rugosità che si viene a formare può essere analizzata su due scale: la rugosità in scala nanometrica si crea a causa della dimensione nanometrica intrinseca della silice, dall'altra parte gli aggregati di nanoparticelle di particelle di silice con dimensione media di centinaia di nanometri causano una rugosità su scala maggiore.
Il PDMS è stato sfruttato anche per ricoprire nanoparticelle di TiO2 , mediante un trattamento electron-beam, promuovendo stabilmente la soppressione della loro attività fotocatalitica.

## Applicazioni pratiche
Sia la soluzione superidrofilica che superidrofobica consentono di ottenere superfici autopulenti (soprattutto per applicazioni out-door), quali ad esempio pannellature per facciate ventilate e tende da sole.
Difatti uno dei principali problemi delle facciate ventilate è legato al suo sporcamento a seguito degli agenti atmosferici che determina necessità di pulizia periodica.
L'industria vetraria ha individuato nei vetri autopulenti la soluzione vantaggiosa, consentendo una manutenzione ridotta. Il velo di acqua, insinuandosi fra le particelle di sporco e la superficie vetrata, esercita un buon potere pulente. Un vetro piano superidrofilico può essere impiegato in molti casi, per la sicurezza (antiappannamento): il meccanismo autopulente, quindi, è attivato da un processo fotocatalitico.
Nel 2013 alcuni ricercatori statunitensi hanno realizzato quello che è definito "il materiale più idrorepellente di sempre": utilizzando una tecnologia laser, hanno creato una nanostruttura su una lega metallica, realizzando particolari trame formate da strutture con dimensioni nell’ordine del milionesimo di millimetro. Essa è capace di cambiare la dinamica del liquido che, venendo incanalato, non si espande troppo sulla superficie e si ritira rapidamente.
Risultato: dopo l'impatto con la superficie, la goccia si allunga, per poi ritrarsi in una forma irregolare e rimbalzare, allontanandosi.

## Petrofisica
Nel campo della petrofisica gli studi sulla bagnabilità della Roccia serbatoio dei giacimenti di idrocarburi rispetto all'acqua di formazione ed agli idrocarburi presenti nella porosità della roccia sono molto importanti per valutare la produttività del giacimento.